# Lukáš Droppa
Lukáš Droppa (* 22. April 1989 in Uherské Hradiště) ist ein tschechischer Fußballspieler.

## Karriere

### Vereine
Droppa wurde bei Sparta Prag ausgebildet, kam aber zu keinem Einsatz für die erste Mannschaft. So wechselte er 2010 in die Zweite tschechische Liga zum FC Sellier & Bellot Vlašim. Ein Jahr später wechselte er zum Erstligisten Baník Ostrava. Dort konnte er sich dauerhaft im defensiven Mittelfeld etablieren und absolvierte in drei Jahren über 60 Spiele. Nach Stationen in Polen und Rumänien wechselte Droppa im Juli 2016 zum Aufsteiger in die Erste russische Liga Tom Tomsk. In der Wintertransferperiode 2016/17 wurde er vom türkischen Zweitligisten Bandırmaspor verpflichtet. Es folgten weitere Stationen bei Slovan Bratislava und in Kasachstan sowie erneut in Rumänien, wo er aktuell bei Gaz Metan Mediaș unter Vertrag steht. Einen dauerhaften Stammplatz konnte er sich jedoch bislang nicht mehr erkämpfen.

### Nationalmannschaft
Droppa absolvierte zwei Spiele für die tschechische U-18-Nationalmannschaft und drei für die U-19. Am 8. Oktober 2016 debütierte er für die tschechische A-Nationalmannschaft bei der 3:0-Niederlage im Qualifikationsspiel für die WM 2018 gegen Deutschland, als er in der 63. Spielminute für David Pavelka eingewechselt wurde. Es folgten 2016 noch drei weitere Länderspieleinsätze, wobei sein Einsatz beim 1:1 gegen Dänemark am 15. November 2016 sein bislang letzter war und er seitdem nicht mehr berücksichtigt wurde.